# Sarritor knipowitschi
Sarritor knipowitschi är en fiskart som beskrevs av Lindberg och Andriashev, 1937. Sarritor knipowitschi ingår i släktet Sarritor och familjen pansarsimpor. Inga underarter finns listade i Catalogue of Life.